# NIDA (政党)
NIDA（阿拉伯语：‎，羅馬化：nida'，直译：呼唤；呼吁）是荷兰的一个政党，自称“受伊斯兰教启发”。它于2013年由前绿色左翼鹿特丹市议员努尔丁·艾乌阿里创立。该党目前只有市级议员，在鹿特丹有两个席位，在海牙有一个席位。该党与Denk的选民重合度很高，大多数是穆斯林移民，与后者相比NIDA更注重伊斯兰宗教信仰。

## 历史

### 2014年市政选举
NIDA最初只在鹿特丹参选，以4.8%的得票率获得了2个市议会席位。该党没有政治纲领，而是通过一本“政治小册子”来宣传他们的计划。

### 2018年市政选举
NIDA守住了鹿特丹的2个席位，其得票率提高到了5.4%。该党还扩大到了海牙，以2.3%的得票率获得了1个席位。该党最初参与了与工党（PvdA）、社会党（SP）和绿色左翼（GL）的“左派盟约”，发表了一份声明支持“社会，生态和包容的鹿特丹”，反对宜居鹿特丹党。然而，NIDA领导人努尔丁·艾乌阿里在2014年的一条推特上将以色列与伊斯兰国并论而导致联盟崩溃。

### 2019年省级选举
NIDA首次尝试参与国家政治是在2019年，当时它参加了北荷兰和南荷兰的省级选举，分别获得0.4%和0.5%的选票，没有获得任何席位。

### 2021年大选
2021年，NIDA首次参加大选。努尔丁·艾乌阿里被任命为选举领袖。该党总计获得33,834张选票，得票率0.32%，排名第19位，没有获得席位。

### 抗议和行动
该党成员在2014年6月为加沙人组织了一次团结游行，据报道参加人数超过1万人，使得该党受到了全国关注。2015年11月，该党组织了一次类似的大型游行，名为“团结差异，反对恐怖主义”，著名的参与者包括鹿特丹市长。
由于荷兰禁止使用部分面部覆盖物（例如布尔卡），导致人们佩戴较少限制性的头巾（例如希贾布）也被罚款，为此该党开始设立一个“希贾布基金”，帮助支付不当罚款。

## 意识形态
NIDA将其愿景列为五大支柱：信仰/道德、生活、人才、繁荣和家庭。该党支持平等待遇权、宗教自由、享有体面生活水准的权利、教育和文化权利，反对民粹主义。
NIDA认为更大的繁荣不应该与更大的购买力有关，而应该与更多的福祉有关。该党认为目前经济增长伴随着债务的增加和贫富差距、人与自然之间的不平等。NIDA反对工资税，但支持财产税。该党认为经济自由化造成了很多社会问题，反对诸如医疗领域的自由化，支持基本收入以及所有人都能负担得起的生活和运输。
NIDA支持环境保护主义和可持续发展，认为现代生活方式对健康，可持续性和安全性具有毁灭性的影响。该党赞成从福利国家到“参与性社会”的转变，认为这种转变需要政府更多的支持和指导，更少的市场以及更多的照顾。
NIDA认为种族主义、伊斯兰恐惧症、同化、殖民主义和民族主义等各种压迫剥夺了历史，信仰和自尊的多样性。该党相信一个社会，在这个社会中，人们可以彼此区别开来，拥有最深刻的信念，并且仍然以尊重和平等的方式生活在一起。 NIDA支持平等与互惠的社会政策，尊重每个人的自由和平等，包容多样性。该党支持和平主义。
对于暴力犯罪问题，NIDA支持进行细致和深入的调查工作，有针对性地打击各个地区的暴力极端主义、有组织的犯罪和虐待，而不是通过基于其宗教或血统来概括和针对整个群体或组织。通过采取以人为本的方法，侧重于对年轻人的预防和打击重复犯罪。